# Цинна Боландера
Ци́нна Бо́ландера (лат. Cínna bolánderi) — вид цветковых растений рода Цинна (Cinna) семейства Злаки (Poaceae).

## Ботаническое описание
Многолетнее травянистое растение до 2 м высотой, соцветие — сложный колос, состоящий из множества колосков. Цветёт поздним летом и осенью.

## Распространение и местообитание
Эндемик Сьерра-Невады в Калифорнии, где растёт на лугах и в лесах, преимущественно во влажных местах.